# George Gordon Meade
George Gordon Meade (Cadis, 31 de desembre de 1815 - Filadèlfia, Pennsilvània, 6 de novembre de 1872), fou un oficial de carrera de l'exèrcit dels Estats Units. També fou enginyer civil i treballà en construccions costaneres, inclosos diversos fars. Lluità amb distinció a la guerra contra els seminoles i a la guerra entre Estats Units i Mèxic. Durant la Guerra Civil dels Estats Units, va servir a l'exèrcit de la Unió, ascendint des de comandant de brigada a l'Exèrcit del Potomac. És molt conegut per la derrota dels confederats del general Robert E. Lee a la batalla de Gettysburg en 1863.
Els anys 1864 i 1865, Meade continuà dirigint l'Exèrcit del Potomac, a través de la Campanya d'Overland, el Setge de Petersburg i la Campanya d'Appomattox, però fou eclipsat per la directa supervisió del general en cap Ulysses S. Grant.